# Opća kemija
Kemija je znanost koja se bavi svojstvima, građom i promjenama tvari. Opća kemija je dio kemije koji se bavi temeljnim pojmovima kemije počevši od atoma i njegove građe. Opća kemija se bavi sljedećim pitanjima:
- tvari i njihova podjela
- zakoni kemijskog spajanja
- prijelazi tvari, agregatna stanja
- vrste atoma i njihova građa, periodni zakon
- kemijske veze, kristalna građa tvari
- stehiometrija - kemijski račun
- otopine, disperzni sustavi
- kiseline, baze, soli
- kemijske reakcije, vrste kemijskih reakcija
- kemijska ravnoteža
- kemijska kinetika
- Energijske promjene kod kemijskih reakcija - termokemija
- nuklearne reakcije